# Око світу

Око світу (англ. The Eye of the World, 1990) – перший роман з циклу «Колесо часу» (англ. The Wheel of Time) американського письменника Роберта Джордана. 
Жанр – епічне фентезі.

## Стислий зміст
«Колесо плете візерунок, так як вважає за потрібне…»
І ось уже вчорашнє тріо провінційних пастухів стають єдиною надією у боротьбі з Темним – злом яке загрожує поглинути світ… Попереду у них дорога, вірні друзі, страшні вороги…Магія, загадки, битви, переслідування та любов. У кожного з них свій шлях і своя дорога. Тільки дружба та довіра допоможе їм в цій боротьбі.
Роман починається з нападу тролоків та мурдаалів на поселення Елмондс-Філдс у Дворіччі. Вочевидь, метою нападу було знищення трьох місцевих юнаків: Ранда ал-Тора, Перріна Айбари та Мета Каутона. На щастя на допомогу селянам прийшла мандрівна айз-седай, Муарейн Дамодред зі своїм охоронцем Ал-Ланом Мандрогораном та скоморохом Томом Мерріліном. Однак, за порадою Муарейн хлопці повинні покинути рідні місця й шукати безпечніших країв. Муарейн бере з собою також місцеву дівчину Егвейн аль-Вір, у якої беззаперечний дар до направляння саїдару - жіночої сторони Єдиної сили. Обурена мудра селища, Найнів аль-Міра намагається наздогнати втікачів, однак їй самій довелося долучитися до їхнього гурту - вона теж може направляти саїдар, хоча роки, коли її слід було навчити контролювати свою здібність, уже пройшли.
Дорогою хлопці довідуються, що саме незвичайного в них, що спонукало слуг Темного, полювати на них. Кожен із них є та'вереном, людиною, навколо якої Колесо часу виплітає свій візерунок. Перрін зустрічається з людиною, яка може розмовляти з вовками й стверджує, що Перрін теж має таку здібність. Мет бере з покинутого міста Шадар Логота кинджал із рубіном і потрапляє під вплив прокляття, а Ранду потрібно поквапитися в Око Світу, місце де зберігаються три древні артефакти, які в жодному випадку не повинні потрапити в руки приплічників Темного — одна з печаток темниці Темного, стяг Дракона й Ріг Валіра, який здатен викликати на поле бою Останної битви полеглих героїв довгих століть історії.
В Оці Світу відбувається зустріч з трьома із тринадцяти Проклятих, улюбленців Темного. Одного з них перемагає охоронець Ока Зелена Людина, але гине сам, двох інших — Ранд аль-Тор, але при цьому він мимоволі використав саїдін, чисте озерце якого залишилося під охороною Ока з древніх часів. Хлопцю стає зрозуміло, що він може направляти чоловічу сторону Єдиної сили, а, отже, приречений на божевілля. Морейн стверджує, що він справжній Відроджений Дракон. 
Мету слід йти в Тар-Валон, де айз-седай вилікують його від прокляття, накладеного украденим кинджалом. Туди ж ідуть Егвейн та Найнів — учитися на айз-седай.

## Цікаві факти
- В романі можна знайти багато алюзій до циклу «Володар перснів» Дж.Р.Р. Толкіна. Наприклад, огір, який читає книгу «Плавання на Захід», таверна «Дев’ять кілець» тощо. Сам Джордан говорив, що це зроблено навмисно, таким чином він показував читачу, що той знаходиться на знайомій території і перед ним відкривається дорога в новий та яскравий світ.
- Темою боротьби добра і зла просякнутий увесь цикл «Колесо часу», і в цьому плані «Око Світу» не є винятком. Також у романі піднімаються проблеми становлення особистості та взаємодовіри між людьми.

## Українською
Українською переклад книжки видало видавництво Богдан в 2021 році. Перекладач Галина Михайловська.